# Miha Zarabec
Miha Zarabec, né le 12 octobre 1991 à Novo mesto, est un joueur de handball slovène évoluant au poste de demi-centre. 

## Palmarès

### En club
Compétitions internationales
- Vainqueur de la Ligue des champions (1) :  2020
- Vainqueur de la Coupe de l'EHF (C3) (1) : 2019
- Finaliste de la Coupe du monde des clubs (1) :  2019

Compétitions nationales
- Vainqueur du championnat de Slovénie (3) : 2015, 2016 et 2017
- Vainqueur de la Coupe de Slovénie (3) : 2015, 2016 et 2017
- Vainqueur de la Supercoupe de Slovénie (4) : 2014, 2015 et  2016
- Vainqueur du Championnat d'Allemagne (3) : 2020, 2021 et 2023
- Vainqueur de la Coupe d'Allemagne (2) : 2019 et 2022
- Vainqueur de la Supercoupe d'Allemagne (3) : 2020, 2021 2022

### En sélection
- 14e place au championnat d'Europe 2016
- 6e place aux Jeux olympiques de 2016
- troisième au championnat du monde 2017
- 8e place au championnat d'Europe 2018
- 4e place au championnat du monde 2019
- 4e place au championnat d'Europe 2020
- 9e place au championnat du monde 2021
- 16e place au championnat d'Europe 2022